# Роаси ан Бри
Роаси ан Бри (фр. Roissy-en-Brie) град је у Француској у региону Ил де Франс, у департману Сена и Марна.
По подацима из 2010. године број становника у месту је био 22.321.

## Демографија
| 1962. | 1968. | 1975.  | 1982.  | 1990.  | 2011.  |
| ----- | ----- | ------ | ------ | ------ | ------ |
| 1 900 | 2 561 | 10 881 | 15 274 | 18 688 | 22.436 |